# Burg Oberschaffhausen
Die Burg Oberschaffhausen, auch Burg auf dem Seelenberg genannt, ist eine abgegangene Höhenburg auf dem Seelenberg südlich des Ortsteiles Oberschaffhausen der Gemeinde Bötzingen im Landkreis Breisgau-Hochschwarzwald in Baden-Württemberg. 
Von der ehemaligen Burganlage, die bei einer Geländebegehung 1964 entdeckt wurde, ist nichts erhalten.